# Carinotetraodon lorteti
Carinotetraodon lorteti är en fiskart som först beskrevs av Tirant 1885.  Carinotetraodon lorteti ingår i släktet Carinotetraodon och familjen blåsfiskar. IUCN kategoriserar arten globalt som livskraftig. Inga underarter finns listade.